# Else Marie Gutarp
Else Marie Elisabet Gutarp (-Persson), född 24 september 1928 i Linköpings S:t Lars församling, död 4 mars 2022 i Visby, var en svensk konsulent och fackboksförfattare. Hon var dotter till Evald Gutarp.
Gutarp, som var chefskonsulent inom sömnad vid Husqvarna Vapenfabriks AB, utgav skrifterna Sy och brodera (Åhlén & Åkerlund, 1967), Idébok för sömnad med sylektioner för den moderna symaskinen (tillsammans med Birgit Schachnow, Husqvarna Vapenfabriks AB, 1968), Så var man klädd under medeltiden. Gotländska dräktrekonstruktioner (katalog, Stockholms medeltidsmuseum, 1990) och Hurusom man sig klädde. En bok om medeltida dräkt (Gotlands fornsal, 1994, även i engelsk översättning). Gutarp är gravsatt på Norra kyrkogården i Visby.